# Spekia coheni
Spekia coheni е вид коремоного от семейство Paludomidae. Видът е почти застрашен от изчезване.

## Разпространение
Разпространен е в Бурунди и Демократична република Конго.